# Stefan Broniowski
Stefan Józef Ludwik Broniowski, ps. „Ostoja” (ur. 22 sierpnia 1894 w Ispinie, zm. 30 grudnia 1959 w Warszawie) – pułkownik dyplomowany piechoty Wojska Polskiego, dwukrotny kawaler Orderu Virtuti Militari.

## Życiorys
Urodził się w Ispinie, w ówczesnym powiecie bocheńskim, w rodzinie Klemensa, leśniczego, i Stefanii z d. Górnisiewicz . W dniach 22–23 września 1913 zdał egzamin dojrzałości w c. i k. Gimnazjum I Wyższym w Nowym Sączu. W tym samym roku rozpoczął studia na Wydziale Prawa Uniwersytetu Franciszkańskiego we Lwowie .
3 sierpnia 1914 roku wstąpił Legionów Polskich. Początkowo pełnił służbę w 1, a następnie w 5 pułku piechoty . 28 kwietnia 1916 został mianowany chorążym, a 1 listopada 1916 podporucznikiem. 15 sierpnia 1917 roku, po kryzysie przysięgowym, został zwolniony z Legionów Polskich .
3 maja 1922 roku został zweryfikowany w stopniu majora ze starszeństwem z dniem 1 czerwca 1919 roku i 414. lokatą w korpusie oficerów piechoty, a jego oddziałem macierzystym był 5 pułk piechoty Legionów. 10 lipca 1922 roku został zatwierdzony na stanowisku dowódcy batalionu w 67 pułku piechoty w Brodnicy. W następnym roku pełnił obowiązki dowódcy batalionu sztabowego, a od 1924 roku zajmował stanowisko kwatermistrza pułku. W lipcu 1925 roku został przesunięty ze stanowiska kwatermistrza na stanowisko dowódcy I batalionu. 9 sierpnia 1926 roku został przydzielony do Gabinetu Wojskowego Prezydenta Rzeczypospolitej na stanowisko kierownika kancelarii, pozostając oficerem nadetatowym 67 pp. 23 grudnia 1927 roku został przeniesiony do 21 pułku piechoty w Warszawie na stanowisko zastępcy dowódcy pułku. 26 stycznia 1928 roku awansował na podpułkownika ze starszeństwem z dniem 1 stycznia 1928 roku i 17. lokatą w korpusie oficerów piechoty. Z dniem 2 listopada 1928 został przeniesiony do Wyższej Szkoły Wojennej w Warszawie, w charakterze hospitanta Kursu Normalnego. 
Z dniem 1 listopada 1930, po ukończeniu studiów i otrzymaniu dyplomu naukowego oficera dyplomowanego, został przeniesiony do Dowództwa Okręgu Korpusu Nr I w Warszawie na stanowisko szefa Oddziału Ogólnego. Z dniem 1 sierpnia 1931 roku został wyznaczony na stanowisko komendanta Szkoły Podchorążych Rezerwy Piechoty w Zambrowie. W tym samym roku zastąpił pułkownika dyplomowanego Aleksandra Myszkowskiego na stanowisku dowódcy 16 pułku piechoty w Tarnowie. 17 grudnia 1933 roku został mianowany pułkownikiem ze starszeństwem z dniem 1 stycznia 1934 roku i 8. lokatą w korpusie oficerów piechoty. W grudniu 1935 roku został przeniesiony do Generalnego Inspektoratu Sił Zbrojnych na stanowisko I oficera sztabu inspektora armii generała dywizji Stanisława Burhardt-Bukackiego. W marcu 1938 roku zastąpił pułkownika Adama Brzechwa-Ajdukiewicza na stanowisku dowódcy piechoty dywizyjnej 28 Dywizji Piechoty w Warszawie.
W czasie kampanii wrześniowej 1939 roku dowodził piechotą 28 Dywizji Piechoty, a od 8 do 16 września dowodził tą dywizją. 29 września dostał się do niewoli niemieckiej. W październiku 1939 roku został zwolniony z niewoli. Do stycznia 1944 roku pełnił funkcję inspektora w Biurze Inspekcji Komendy Głównej Armii Krajowej, po czym został zwolniony z Armii Krajowej.
Zmarł 30 grudnia 1959 roku w Warszawie. Został pochowany na Cmentarzu Wojskowym na Powązkach (kwatera A28-13-18).
Syn pułkownika Bohdan (ur. 1926) był kapralem podchorążym w Zgrupowaniu AK Żmija. Poległ 21 sierpnia 1944 roku w czasie natarcia na Dworzec Gdański.

## Ordery i odznaczenia
- Krzyż Złoty Orderu Wojennego Virtuti Militari (29 września 1939) „za dowodzenie 28 dywizją w najcięższym okresie walk odwrotowych”[29]
- Krzyż Srebrny Orderu Wojskowego Virtuti Militari nr 4784 (6 grudnia 1921)[30]
- Krzyż Niepodległości (20 stycznia 1931)[31]
- Krzyż Oficerski Orderu Odrodzenia Polski (10 listopada 1938)[32]
- Krzyż Walecznych (czterokrotnie)
- Złoty Krzyż Zasługi (10 listopada 1928)[33]